# التواني (سوريا)
التواني بلدة تابعة لمنظقة القطيفة - محافظة ريف دمشق تقع في جبال القلمون، في الهضبة الثانية، على ارتفاع 1230م عن سطح البحر، تبعد عن مدينة دمشق 42 كيلو متر، وعدد سكانها 7000 نسمة تقريبا.

## سبب التسمية
من المقولات السائدة أن سبب التسمية هو نسبة إلى شجرة التين المنتشرة بكثرة في القرية، وكما ذكر في كتاب تاريخ القلمون، أن التواني أصلها من التوان وتعني بائع التين ومجففه.

## تاريخ القرية
تعود نشأة القرية إلى العهد البيزنطي وورد اسمها في التاريخ، في أكثر من مكان، فقد ذكرها الشيخ عبد الغني النابلسي في أشعاره بعد مر بها في عام 1693م فقال:
| مررت بقرية تدعى التواني | وكان جوادنا طلق العناني   |
| وقد خرجت تلاقينا شيوخ   | فقلت لصاحبي كم ذا التواني |

كما قال فيها أيضا:
| جئنا التواني بلا تواني | ولات واه ولات واني   |
| وأهلها حاولا نزولاً     | لنا بأهنى ذاك المكان |
| فلم نرد أن يزول عنا    | نشاطنا ذاك بالتواني  |

### معالمها
من المعالم القديمة الباقية فيها قبتان موجودتان على قمة جبل رجال الله، وهما يغطيان ضريح ولدي عبد الله بن الزبير. وذكر أيضا أن إبراهيم باشا ابن محمد علي باشا مر بقرية التواني عام 1834م وبات ليلته فيها وتابع طريقه إلى يبرود.